# سيفروت (قبالة)
سيفروت (بالعبرية: סְפִירוֹת)، والتي تعني الانبثاق أو الفيض، هي فكرة في القبالة اليهودية تتناول العشر صفات التي انبثقت عن النور الأبدي (عين سوف) والتي من خلالها يكشف الله حقيقته بخلق العوالم الروحية والمادية وسلسلة من العوالم الميتافيزقية العليا.
تم إعطاء تكوينات مختلفة للسيفروت من قبل المدارس المختلفة خلال التطور التاريخي للقبالة، وكل منها يحاول تفسير جوانب مختلفة من الروحانيات. تم تحديد العدد 10 في كتاب الخلق (سفر يتزيراه)، «عشرة سيفورات من العدم، عشرة وليس تسعة، عشرة وليس أحد عشر». أصلا يذكر 11 سيفورة في مخططات مختلفة، انما ينظر إلى اثنين منهم أي التاج (كيتير) والمعرفة (دات) على أنهما واحد، لكن احداهما لا يمكن إدراكها بالحاس الإنسانية والثانية يمكن إدراكها، وبالتالي، يبقى العدد عشرة. بشكل عام، توصف السيفورات بأنها القنوات للحياة الإلهية الخلاقة التي عبرها يكشف الإله الأعظم عن ذاته..
تصف السيفورة الأولى، التاج (كيتر)، المشيئة للوعي الفائق الإلهي التي لا يمكن إدراكها بالعقل البشري. الثلاث سوفيرات التالية: المعرفة (دات) والحكمة (حخمة) والفهم (بينة) تصف ثلاث مستويات من الفكر الإلهي الواعي. السيفورات السبعة التالية: الرحمة (خسيد) والشدة (غيفورا) والجمال (نيفيريت) والنصر (نيتساح) والمجد (هود) والأساس (ياسوود) والملكوت (ملكوث) هي وصف للعواطف الإلهية الواعية الابتدائية والثانوية. اثنين من السفروت (الفهم والملكوت) هما مؤنثتين، إذ تعتبر القبالة أن المبدأ النسائي هو مثل وعاء الذي يتلقى ضوء الذكور الخارجي ومن ثم يعطي الغذاء الداخلي الذي يلد السيفورات السفلية.. المقابلة لهذا هو الوجود الإلهي الأنثوي (بالعبرية: שְׁכִינָה‏) سكينة. يرى القباليون إن النفس البشرية هي إنعاكس للإله (بحسب تكوين 1:27، «خلق الله الإنسان على صورته الخاصة، على صورة الله خلقه، ذكرا وإناثا خلقهم»)، وعلى نطاق أوسع، كل الخلق هي انعكاس لمصدر الحياة في السفيروت. وكذلك، تصف السيفروت الحياة الروحية للإنسان، وهي تشكل الإطار المفاهيمي لفهم كل شيء. السيفورات التي تمثل العلاقة بين روح الإنسان والإلهية هي استعارة واحدة من استعارتين تحاول شرح اللاهوت والخلق الإلهي، والاستعارة الثانية هي الضوء (عين سوف). ومع ذلك، يؤكد القباليون مرارا وتكرارا على ضرورة تجنب إعطاء التفسير المادي أي أهمية لفهم الإلوهية. وتربط السيفورات إلى بنية الجسم ويتم تجسيدها في تشخصات (personas). ولكل سيفورة قوة دافعة مخفية ممكن فهمها بشكل أفضل بمقارنتتها مع حالة نفسية مقابلة في التجربة الروحية البشرية.
في الفلسفة الحسيدية، التي سعت إلى استيعاب تجربة الباطنية اليهودية في الإلهام اليومي، تم استكشاف هذه الحياة الداخلية لسيفيروت، والدور الذي تلعبه في خدمة الإنسان لله في هذا العالم.
و Sefirot هي الانبثاقات الإلهية التي تأتي من عين سوف بطريقة يوصف في كثير من الأحيان على أنه لهب. Sefirot ينبع من فوق إلى أسفل. وبما أن أول Sefira هو الأقرب إلى Ein Sof ، فهو الأقل فهمًا للعقل البشري، في حين أن الأخير هو الأفضل فهمًا لأنه الأقرب إلى العالم المادي الذي تسكنه البشرية.

## السفيروت العشرة
السفيروت تعني حرفيا «العد، والتعداد»، ولكن قدم القابليون المبكرون عددا من الاحتمالات أخرى للمعنى اشتقاقآ من نفس الجذر العبري بما في ذلك: سيفر («النص» - ספר)، سيبور («سرد قصة» - סיפור)، سابير («الياقوت» - ספיר، «التألق»، «مصدر نور»)، السفار («الحدود» - ספר)، وسفر، («الكاتب» - ספרא، סופר). لذلك، لمصطلح سفيرة دلالات معقدة داخل القبالة.
أول إشارة للمصطلح أتى في «كتاب الخلق»، المنسوبة إلى الحاخام اليهودي الأول، إبراهام. وأتى ذكرها في القرون الوسطى في كتاب Zohar ، والذي يعد واحدة من النصوص الأساسية للقبالة.
السيفورات هي عشرة انبثاقات، أو إضاءات من نور الله اللانهائي كما يتجلى في الخلق. وهي كشف عن مشيئة الخالق. لا ينبغي أن تفهم السيفروت على أنها عشرة «آلهة» مختلفة، بل كعشر قنوات مختلفة يكشف من خلالها الله عن مشيئته.
في الأدب اليهودي اللاحق، يشير العشر سفرين إلى مظاهر الله العشرة. القوى العشر أو كليات الروح. أو القوى الهيكلية العشرة للطبيعة.
في القبالة القرطبية، تعتبر قوى الخلق قوى مستقلة تتطور خطياً من بعضها لبعض. على النقيض من ذلك، في القبالة اللوريانية، يُنظر إلى السيفروت على أنها كوكبة قوى في «حوار» نشط مع بعضهم البعض في كل مرحلة من مراحل التطور. وصف لوريا السايفرت بأنه كيانات معقدة ومتفاعلة ديناميكيًا تعرف باسم بارتزوفيم ، لكل منها شخصيتها الشبيهة بالإنسان.
كيتتر، التاج، هي أول سفيرت. هو الوعي الفائق بين الله وسيفيروت الوعي الأخرى. هناك ثلاث مستويات مختلفة، أو «رؤوس»، داخل الكيتير. يطلق على أعلى مستوى في كيتر «الرأس اللامعلوم»،  والمستوى الثاني هو «رأس العدم» والمستوى الثالث هو «الرأس الطويل». هذه الرؤوس الثلاثة تتوافق مع مستويات الإيمان الوعي الفائق، والسرور والإرادة في الروح.
في أوائل القرن الثاني عشر، واجهت القبالة انتقادات من بعض الحاخامات الذين يتبعون الفلسفة اليهودية، يتهمونه بترويج فكرة للتعددية بينما اليهودية هي ديانة توحيدية. وكان رد القباليون أن التعددية الظاهرية للإله الواحد هي نتيجة للتطور الروحي لنور الله الواحد، الذي طاف منه العديد من الانبثاقات من جوهر إلهي واحد لا نهائي. واعتبروا أن هذا أمرا ضروريًا بسبب عدم قدرة البشرية على التواجد في عالم الله اللانهائي. الله لا يتغير. بدلا من ذلك، هي تتغير قدراتنا على إدراك انبعاثاته المختلفة. كمثال لشرح هذا هو الفرق بين الجسم الفردي للشمس والأشعاعات المتعددة من ضوء الشمس التي تنير غرفة.

### أسماء سيفروت
في القبالة، هناك ترابط مباشر بين الاسم العبري للسفيرات مع الظواهرالروحية أو المادية في مظاهرها في العالم الدنيوي. يمثل الاسم العبري الجوهر الفريد للكائن. هذا بسبب الاعتقاد بأن الكون يخلق من خلال خطاب مجازي لله، كما هو مذكور في الفصل الأول من سفر التكوين. توضح القبالة على أسماء السيفورات وفروقاتها الدقيقة، بما في ذلك القيم العددية للأحرف، من أجل التوصل إلى فهم الانبعاثات من جوهر الله.
في التوليف العقلاني لموسى بن يعقوب القرطبي (من المدرسة القبالية القرطبية) في القرن السادس عشر، أدرج أول نظام متكامل لسيفورات القبالة من الأعلى إلى الأدنى:
| الفئة:          | السيفورة: |
| --------------- | --- |
| فائقة الوعي     | 1 كيتر - "التاج" |
| العقل الفكري    | 2 شوكمة - "الحكمة" 3 بينة - "الفهم" |
| العواطف الواعية | العواطف الأساسية 4 حيسيد - "الرحمة" 5 غيفورة - "الشدة" 6 تيفيريت - "الجمال" العواطف الثانوية7 نيتساج - "النصر أو الخلود" 8 هود - "المجد" 9 يسوود - "الأساس" وعاء للفعل10 الملكوت - "الملوكية" |

في المخطط اللاحق الذي وضعه إسحاق لوريا الذي يرجع إلى القرن السادس عشر، سرد السيفروت بإغفال التاج (الكيتير) وإضافة المعرفة (الدات) لأن الكتير هو وعي في مجال الوعي الفائق الذي لا يدركه العقل والمعرفة هي المرادفة للكيتير والتي يدركها العقل. أدى هذا الاختلاف في الرأي نقاشا في القرون الوسطى فيما إذا كان التاج هو أول سيفورة، أو النور الفائق اللانهائي نفسه.
| الفئة:                            | العامود الأيمن       | المحور الأوسط                         | العامود الأيسر    |
| --------------------------------- | -------------------- | ------------------------------------- | ----------------- |
| العقل الفكري                      | 1 تشوتشما - "الحكمة" | 3 دعات - "المعرفة"                    | 2 بينة -"التفاهم" |
| العواطف الواعية (العواطف الأولية) | 4 حيسيد - "الرحمة"   | 6 تيفيريت - "الجمال"                  | 5 جفورة - "الشدة" |
| (العواطف الثانوية)                | 7 نيتساج - "النصر"   | 9 يسود - "مؤسسة" 10 ملوك - "الملوكية" | 8 هود - "المجد"   |

### الوصف في كتاب الخلق
- «التاج (الكيتير)»: الإرادة الإلهية لخلق اللانهائي من الخالق وهو اسم الله العبري «أنا الذي هو أنا»
- «الحكمة (تشوتشما)»: أول توهج غير محدود لفكرة قبل أن تأخذ القيود / ذكر الضوء / الواقع الإلهي / الوحي الأول / الخلق من العدم
- «الفهم (بيينا)»: التوهج اللامحدود من الحكمة جلبت في وعاء التفاهم لإعطائه إدراك الاتساع وعالمق / الوعاء المؤنثة التي تلد العواطف / العقل / الفهم تعيد التوبة إلى الله
- «المعرفة (دات)»: الحالة المركزية لوحدة السيفورات العشرة، وتسمى أيضا شجرة الحياة. [بحاجة لمصدر]
- «الرحمة (حيسيد)»: المحبة نعمة من العطاء المجاني / حب الله / رؤية ملهمة
- «الشدة (غيفورا)»: القوة / الانضباط / الحكم / الحجب / رهبة من الله
- «الجمال (تيفيريت)»: التماثل / التوازن بين الرحمة والشدة.
- «النصر (نيتساح)»: «الأبدية»، «النصر»، أو «التحمل»
- «المجد (هود)»: الانسحاب / الاستسلام / الإخلاص
- «الأساس (ياسوود)»: الاتصال بمهمة إنجاز / التذكر الكامل / المعرفة المتماسكة
- «ملكوت (ملكوث)»: سفينة أنثى للحامل تغذي الأنوار الذكور من سيفورات العاطفي في العمل / يصبح مصدر مشيئة التاج لأي مستوى أقل لاحقا في إنشاء / إنجاز / تحقيق الخطة الإلهية.

### ترابطات السيفروت
كان التطور الأول الذي مكَّن من توحيد السيفروت بايجاد علاقات بينهم هو إدخال ترابطات أو تداخلات فيما بينهم. وهذا انتج مئة سيفروت فرعية منبثقة من السيفروت العشرة الأساسية. في التفسير القبالي، تشكل ترابطات السيفروت العاطفية السبعة 49 سيفروت عاطفية فرعية (سبعة أضعاف سبعة). هكذا، على سبيل المثال تداخل غيفورا (الشدة) مع الحيسيد (الرحمة) ينتج، ربما، سيفروت فرعي هوالمحبة - اللطف. وكذلك ترابط ملكوت مح الحيسيد تؤلف المملكة ضمن المحبة - اللطف. هكذا، حيسيد - غيفورة تينج المحبة - اللطف داخل القدر، يتجلى بقيود منفذة من الحب، مثل معاقبة الأب لطفل. غيفورة-غيفورة تؤدي إلى القدرة داخل القدرة. وما إلى ذلك إلى الملكوت - غيفورة تؤدي إلى المملكة ضمن القدرة. وما إلى ذلك، حتى المستوى التاسع والأربعين، ملكوث - ملكوث (المملكة داخل المملكة).
ويعتمد القباليون على هذا الأمر لتفسير أهمية الميتزفة (الأمر الإلهي) الذي يطلب عد 49 يوما بين عيد الخروج (خروج اليهود من مصر) وعيد الشبوت (يوم نزول الوصايا الإلهية). وخلال هذه الأيام الـ49، يجب القيام بشعائر تساعد في تحرير الفرد. وفي كل يوم، يركز الفرد على واحدة من السيفروت العاطفية الثانوية الـ49 ويحاول معالجة الروحانية النعلقة بها وذلك للتقرب من الله.
| يوم العد                                 | السيفورة الثانوي     |
| ---------------------------------------- | -------------------- |
| اليوم الأول من عيد الفصح (الخروج من مصر) |                      |
| 1                                        | رحمة داخل رحمة       |
| 2                                        | الشدة داخل الرحمة    |
| 3                                        | الجمال داخل الرحمة   |
| إلخ...                                   |                      |
| 47                                       | المجد داخل الملكوت   |
| 48                                       | حيسيد داخل مالكوت    |
| 49                                       | الملكوت داخل الملكوت |
| مهرجان شافوت استلام التوراة في سيناء     |                      |

## ثلاث تكوينات من السيفروت
هناك ثلاث ترتيبات لتصوير السيفروت لتبسيط الفكرة، الأولى دائرية والثانية عامودية مستقيمة والثالثة إنسانية. أصولهم تأتي من عصور القبالة الوسطى ومن كتاب الزوهار. في وقت لاحق من القرن السادس عشر، اعتبر لوريا أن النموذجين متتاليين في تطور السيفروت. هذا التطور هو محور عملية الميتافيزيقي للتكوين (التثبيت) في عقائد إسحاق لوريا.

### الدوائر
الدوائر هي إحدى التفاسير التبسيطية المصورة. ومجازيا، تصور بشكل دوائر متحدة المركزتصغر بالتتابع، تشع إلى الداخل من الوجود الإلهي الكلي. ويظهر هذا الرسم العوالم الأربعة من «تسلسل التطور»، ومع إضافة عالم خامس أعلى (عالم الإإنسان الأساسي). والدائرة الخارجية هي قمة التطور وتتدرج هبوطا حتى أصغر دائرة التي تمثل أدنى الواقع المادي. وهذا التصوير يدل على طبيعة السيفروت العشرة كسلسلة انحدارية باتجاه العالم الأسفل التالي وكل منها، ترفع من العي الإلهي.
المساحة المحيطة في الرسم هي الحقيقة الإلهية اللانهائية (عين سوف). الدائرة الخارجية في تعاليم القبالة الوريانية هي «الفضاء» الذي كونه الخفض (تزاتزيم) الذي تكشف عنه الخلق. تتم إزالة كل عالم متتابع بشكل تدريجي من الوحي الإلهي، وهي دائرة مجازية أصغر وأكثر ضيقا. الانبثاق في كل عالم ينزل إلى أسفل الـسفيروت الـ10، بحيث أن آخر سيفورت (الملكوت، تجسيد لخطة الله) تصبح أول سيفورت وتتشارك معها وهي التاج (الكتيتر، مشيئة الله) في المجال التالي، السفلي. يمثل الخط العمودي في وسط الدائرة مسار الانحدار والانقباض، من أول نور في العقيدة الوريانية.

### يوشر -العامودية
المخطط الأكثر أهمية، المشهور لتصوير السيفرات هو الرسم الذي يرتبهم كشجرة بثلاثة عمدة. يمثل العمود الأيمن القوة الروحية للتوسع. يمثل اليسار عكسه، التقييد. العمود الأوسط هو التوازن والتوليف بين هذه الاتجاهات المتعارضة. تظهر الخطوط الموصلة في المخطط الروابط المعينة للتدفق الروحي بين السيفروت مصورة في «22 درب مترابطة» وتتوافق مع القنوات الروحية للحروف الـ22 من الأبجدية العبرية. تعتبر القبالة الحروف العبرية كقنوات لقوة الحياة الروحية. هذا مستمد من الحساب في سفر التكوين من خلق العالم، حيث يحدث الخلق من خلال 10 «اقوال» في العبرية (أي تعبير «فليكن هناك...»). في اللاهوت القبالي، تبقى هذه الحروف جوهرالقوى الروحية التي تعيد خلق الوجود باستمرار. تنقسم المسارات إلى 3 فئات، كما هو موضح في هذا المخطط من خلال ألوانها المختلفة، بما يتوافق مع 3 أنواع من الأحرف.

### ايش - الإنسان
وهناك تصوير بديل للسيفروت على شكل إنسان. فأول سيفروت تمثل الرأس، والثلاثة التالية تمثل تجاويف الدماغ، والسيفروت الرابع والخامس يمثلان الذراعين، والسفيرت السادسة هو الجذع، والسابع والثامن هما الساقين، والتاسع هو الجهاز الجنسي، والعاشرة هي الكلية الشاملة لهذه الصورة. وينقسم هذا الرجل أيضا إلى قسمين، العمود الأيمن مكوّن من سفيروت الذكر واليسار سايروت الأنثى.
| سفيروت: وظيفة خارجية في اللاهوت والروح                           | تجربة داخلية: دافع إلهي داخلي واستجابة النفس البشرية |
| ---------------------------------------------------------------- | --- |
| فوق الوعي: كيتر -كراون                                           | جوهر كيتر: ايمونا - "الإيمان" (يعبر عن جوهر الروح في اللانهائي) الداخلية كيتير: غير واعي من "البهجة" (الروح متجذرة في السعادة) الخارجي كيتر: راتزون-فاقد الوعي "هل" (الروح تعبر عن الإرادة) |
| الوحي الأول من الفكر: </br> Chochmah -Instight of Wisdom         | بيتول - "نكران الذات" (الوحي يلهم إلغاء الذات) |
| العقل المدرك: بينه -فهم                                          | سيمشاه - "جوي" (فهم يوقظ الفرح) |
| العقل المتماثل: دات - المعرفة                                    | ييتشود - "الاتحاد" (الاتحاد مع فكرة يوقظ العواطف) [بحاجة لمصدر] |
| العاطفة الأساسية للعطاء: Chesed -Loving للاللطف                  | أهافاه - "حب" الله وإلهه في كل شيء (استجابة العطاء الإلهي) |
| العاطفة الأساسية للتقييد: جفورة -القوة / الخطورة                 | يراه - "الخوف" من الله (رهبة باطني للاهوت) |
| العاطفة الأساسية للتوازن: تيفريت - الانسجام الجميل [بحاجة لمصدر] | Rachamim - "الرحمة / الرحمة" (أرصدة اللطف مع قيود) |
| العاطفة الثانوية للعطاء: النصر / الأبدية                         | بيتاشون - "الثقة" (الثقة تؤكّد العزم) |
| العاطفة الثانوية من القيود: هود -الروعة / عيد الشكر              | تيمتيوت - "الإخلاص / العزيمة" (الرد الصادق على المجد الإلهي) |
| العاطفة الثانوية للتوازن: يسود -Foundation                       | إيمت - "الحقيقة" (Drive للتحقق من الاتصال في مهمة) |
| سفينة عاطفية للعمل: الملكوت، الملكية                             | شيفلوت - "اللطف" (العمل من خلال تلقي أضواء سيفيروت أعلى) |

## العوالم الأربعة
في قبالة الزوهار ترتبط هذه السيفروت العشرة بأربعة عوالم مختلفة أو أربع مستويات من الوجود. وفي «تسلسل التطور»، يعتبر الجزء الرئيسي التي تربط الـ العين سوف الإلهي الامحدود بالعالم المادي المحدود. في كل العوالم، تشع السيفروت العشرة، والتي تعتبر القنوات الإلهية التي من خلالها يتم إنشاء كل مستوى بشكل مستمر من لا شيء. هي الصفات التي من خلالها يكشف الجوهر الإلهي الغير معلوم اللانهائي عن ذاته للمخلوقات، وينبثق هذه في كل من السيفرات العشرة. ووبالتالي، يوجد في هيكلية العوالم الأربعة بعض السيفرات التي تسود على العالم. كل عالم من العوالم الأربعة هو عالم هو روحاني الا المستوى الأدنى الذي هو العالم المادي. كل العالم يبتعد أكثر الوعي الإلهي، حتى في هذا العالم يمكن إنكار الله. في ترتيب تنازلي:
1. عالم الانبثاق ((بالعبرية: אֲצִילוּת‏)،أتزلوت): في هذا المستوى يشع ضوء عين سوف ويتحد مع مصدره. تسود فيها تشمتشة (الحكمة) الإلهية، ومضة حكمة لاحدود لها ولا يمكن إدراكها أو فهمها.
2. عالم الخلق ((بالعبرية: בְּרִיאָה[10] בְּרִיָּה‏)، بينا): هذا المستوى هو أول الخليقة العدمية، حيث للنفوس وللملائكة الوعي بذاتهم ولكن بدون شكل. تسود البينة الإلهية، أي الفهم الفكري.
3. العالم التشكيل ((بالعبرية: יְצִירָה‏) ، يتزيريا): في هذا المستوى، يرتبط الخلق بالشكل. ويسود سفيروتي العاطفة الإلهية من (حيسيد) إلى ياسوود (الأساس).
4. عالم الفعل (من (بالعبرية: עֲשִׂיָּה‏) ، أسيه): على هذا المستوىِ يُنزلُ الخَلْق إلى شكله الماديِ. هو العالم المادي الوحيد والأدنى بين كل العوالم. في هذا العالمِ، تسود ملكوت الله..

## العلاقات الكتابية والرقمية والروحية لشجرة السفيروت

السيفروت العشرة ، مرتبة في 3 أعمدة ، مع مسارات الاتصال الـ22 من ثلاثة أنواع

### علاقة الأعمدة الثلاثة
رتبت السيفورات في ثلاثة أعمدة منفصلة م وغالبا ما يشار إليها باسم «الآباء» الثلاثة المستمدين من «الأمهات» الثلاث، وتنسب إلى حروف العلة (Vav ، Yud ، و Heh.) وهم على النحو التالي:
- العمود الإوسط:

يرأس التاج (كيتير) العامود الأوسط والذي يعرف مجازا «دعامة الاعتدال» والتي تربط بالحرف العبري «أليف» وهو يدل على النفس وعنصر الهواء. وهو محايد وعامل توازن بين القوتين المتضادين: الذكر والأنثى. ويصف بعض القباليون السيفرات التي تقع على هذا العامود (تاج، المعرفة، الجمال، الأساس والملكوت) باللاجنسيين (أي ليس ذكو ولا أنثى).
- العمود الأيمن:

ترأس الحكمة (تشتشما) العمود الأيمن من الشجرة، ويسمى مجازًا «بعمود الرحمة»، المرتبط بالحرف العبري «شين»، عنصر النار، والجانب الذكوري.
- العمود الأيسر:

العمود الأيسر يرأس بالفهم (بينه) ويسمى مجازا بـ«عمود الشدة». ويرتبط بالحرف العبري «ميم» وعنصر الماء والجانب الأنثوي.

### المعاني الرقمية
في علم الأرقام، هناك علاقة بين السيفورات ومسارتها مع أرقام محددة. فالمسارات الـ22 بين السفورات هي نفس عدد أحرف الأبجدية العبرية. ومجموع مسارات السيفورات الـ22 مع المسارات العشرة العاطفية يساوي 32 مسار للحكمة.

### الدلالة
في سياق اليهودية، للرقمين 10 و22 أهمية من الناحية التوراتية. في التفسير القبالي للتكوين، يقال أن الله خلق العالم من خلال 10 نطوق قالها الله ألقاب، تميزت بعدد المرات التي ورد تعبير «والله قال» في سفر التكوين.
في التكوين 1:3: «فِي ذَلِكَ الوَقتِ، قالَ اللهُ: «لِيَكُنْ نُورٌ.» فَصَارَ نُورٌ». وهو التاج (الكيتير).
في التكوين 3:6: «ثُمَّ قالَ اللهُ: «لِتَكُنْ قُبَّةٌ [c] بَينَ المِياهِ لِتَقسِمَ المِياهَ إلَى قِسْمَينِ.» وهي الحكمة (تشمتشا).
في التكوين 1:9: «ثُمَّ قالَ اللهُ: «لِتُجْمَعِ المِياهُ الَّتِي تَحْتَ السَّماءِ مَعاً فِي مَكانٍ واحِدٍ، لِكَي تَظْهَرَ اليابِسَةُ.» وَهَكَذا كانَ.» الفهم (بينا)
في التكوين 1:11: «ثُمَّ قالَ اللهُ: «لِتَخْضَرِّ الأرْضُ بِالعُشْبِ وَالنَّباتاتِ ذاتِ البُذُورِ. وَلْتَكُنْ أشْجارٌ مُثْمِرَةٌ تَحمِلُ ثِماراً ذاتَ بُذُورٍ مِنْ نَوْعِها عَلَى الأرْضِ.» وَهَكَذا كانَ». الرحمة (حيسيد).
في التكوين 1:14-15: «ثُمَّ قالَ اللهُ: «لِتَكُنْ أنْوارٌ فِي قُبَّةِ السَّماءِ، لِكَي تُمَيِّزَ النَّهارَ مِنَ اللَّيلِ وَتَكُونَ عَلاماتٍ لِتَحْدِيدِ المَواسِمِ [d] وَالأيّامِ وَالسِّنِينِ. 15 وَتَكُونَ أنْواراً فِي قُبَّةِ السَّماءِ لِتُضِيءَ عَلَى الأرْضِ.» وَهَكَذا كانَ.» الشدة (جيفورة).
التكوين 1:20: «ثُمَّ قالَ اللهُ: «لِتَمْتَلِئِ المِياهُ بِمَخلُوقاتٍ حَيَّةٍ كَثِيرَةٍ. وَلْتَكُنْ هُناكَ طُيُورٌ تَطِيرُ فَوْقَ الأرْضِ عَبْرَ السَّماءِ.»». الجمال (تيفيريت)
في التكوين 1:22: «وَبارَكَها اللهُ فَقالَ: «أثْمِرِي وَتَكاثَرِي وَاملأي مِياهَ البَحْرِ بِالمَخلُوقاتِ. وَلِتَتَكاثَرِ الطُّيُورُ عَلَى الأرْضِ.»». النصر (نيتزاه).
في التكوين 1:26: «ثُمَّ قالَ اللهُ: «لِنَخلِقِ النّاسَ [f] عَلَى صُورَتِنا وَكَمِثالِنا. وَلْيَسُودوا عَلَى سَمَكِ البَحْرِ وَطُيُورِ السَّماءِ وَالمَواشِي وَالحَيَواناتِ البَرِّيَّةِ عَلَى الأرْضِ وَعَلَى كُلِّ زاحِفٍ يَزْحَفُ عَلَى الأرْضِ.»». المجد (هود).
في التكوين 1:28: «وَبارَكَهُمُ اللهُ فَقالَ: «أثْمِرُوا وَتَكاثَرُوا. املأُوا الأرْضَ وَأخضِعُوها. سُودُوا عَلَى سَمَكِ البَحْرِ وَطُيُورِ السَّماءِ وَكُلِّ ما يَتَحَرَّكُ عَلَى الأرْضِ.»». الأساس (يسود).
في التكوين 1:29-30: «وَقالَ اللهُ: «ها قَدْ أعطَيتُكُمْ كُلَّ نَباتٍ عَلَى وَجْهِ الأرْضِ يَحْمِلُ بُذُوراً. وَأعْطَيتُكُمْ كُلَّ شَجَرَةٍ مُثْمِرَةٍ ذاتَ بُذُورٍ لِتَكُونَ لَكُمْ طَعاماً. 30 أمّا جَمِيعُ حَيواناتِ الأرْضِ، وَجَمِيعُ طُيُورِ السَّماءِ، وَجَمِيعُ الحَيواناتِ الصَّغِيرَةِ الزّاحِفَةِ الَّتِي فِيها حَياةٌ، فَيَكُونُ النَّباتُ الأخْضَرُ طَعامَها.» وَهَكَذا كانَ.». الملكوت (الملكوث).
لفهم أهمية مسارات الأحرف الـ 22، فيجب أن يكون هناك تفسير أولاً لأنواع الأحرف الثلاثة المختلفة باللغة العبرية.
- هناك ثلاث «أمهات» (أليف، ميم، وشين) تمثل الخطوط الأفقية.
- هناك سبعة «مضاعفات» (بيت، جيمل، دالت، كاف، بيه، ريش، وطاف) تمثل الخطوط الرأسية.
  - ويعزى كل ضعف إلى صوت ناعم وصعب، معنى إيجابي وسلبي، واتجاه، الكوكب، وبوابة الروح، واللون، والملائكة، وأحرف العلة.
  - هناك اختلافات حول الأحرف جيمل، ودالت، وريش، وطاف، لوجود لهجات مختلفة تستخدام أصوات مختلفة. فليس لدى الطاف نطق ثانٍ في السيفاردي ، لكن يستخدم الأشكنازيين صوت 'ص' عندما يكون داغش غائبًا.
- الإثنا عشر «الأساسيات» (هيه، فاو، زين، تشت، تيت، يود، لامد، نون، سامخ، عين، تزادي، قوف) لها نطق واحد، وتمثل الخطوط القطرية. وتقول مصادر أخرى أنها تتوافق مع الأبراج الفلكية الإثني عشر.

لكل مجموعة من الحروف أهمية في سفر التكوين 1:
- تمثل الأمهات المرات الثلاث التي ذكر فيها «صنع الله» في التكوين.
- يمثل الزوجان المرات السبع التي ذكر فيها «رأى الله» في التكوين.
- تمثل العناصر (أو الفراديات) عدد المرات التي ذكر بها «الله» (إلوهيم) في سفر التكوين الفصل 1).

## معرض الصور

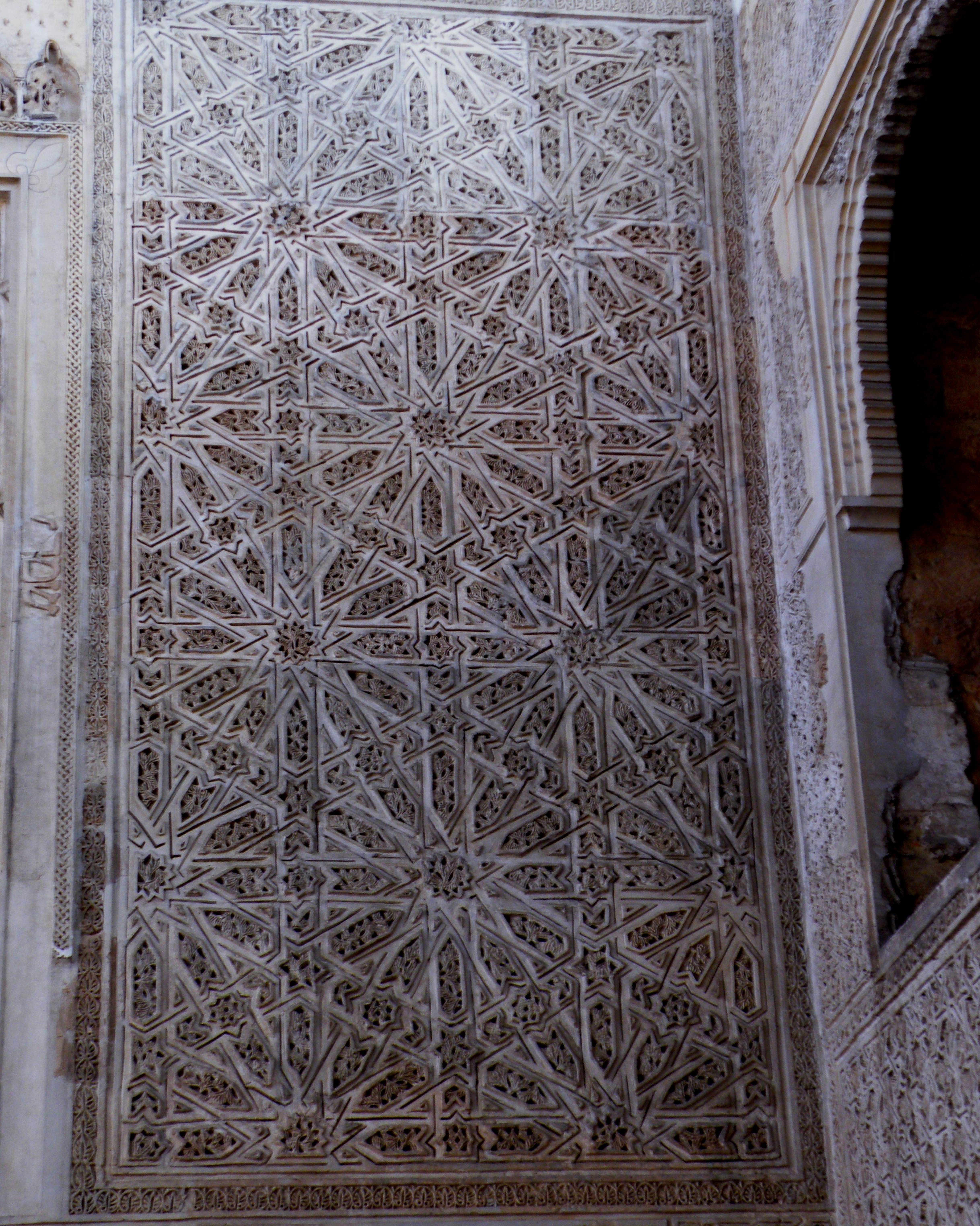
تمثيل سيفيروت على الجدار الشرقي من كنيس قرطبة ، إسبانيا

## روابط خارجية
- العشرة سفيروت: مقدمة
- القبالة على مشروع الدليل المفتوح
- رسم تخطيطي ل 10 صفيروت وصفاتها
- أنظمة السيفروتية في Sefer سفر يتسيراير وما بعد الزوهار